# Dosso (ciutat)
Dosso és una ciutat del sud-oest del Níger. Es troba a 86 km al sud-est de la seva capital, Niamey, en la confluència de Zinder i Benín. És la setena població amb més població del Níger i la més poblada de la regió de Dosso, el 2001 tenia 43.300 habitants; el 2004 s'havia incrementat a 47.400.
Les atraccions de la ciutat inclouen un museu.
Havia estat el centre de l'estat de Dosso actualment ja no existent.